# Strada nazionale 312
La strada nazionale 312 (in sigla G312) è tra le strade principali della Cina ed è lunga 4967 chilometri. Inizia a Shanghai e termina sul confine kazako nella città di Korgaz. Ha assunto un ruolo essenziale per il trasporto di merci e di persone dall'estremo est all'Europa Orientale.
Essa si fonde con la leggendaria via della seta, dispensatrice di ricchezze e di cultura dei tempi antichi, oggi i trasporti di merci su gomma avvengono lungo quest'arteria, che se percorsa mostra la varietà di paesaggi e di culture della Cina odierna, nel mezzo del proprio sviluppo economico. Le maggiori città attraversate sono Nanchino, Hefei, Xinyang, Xi'an, Lanzhou, Jiayuguan e Ürümqi.
La strada nazionale 312 viene descritta e vissuta dal giornalista e scrittore inglese Robert Gifford, il quale ha intrapreso un coraggioso viaggio alla scoperta delle meraviglie e delle contraddizioni di questo immenso paese, nel libro Cina viaggio nell'impero del futuro.